# Casa Jeneret

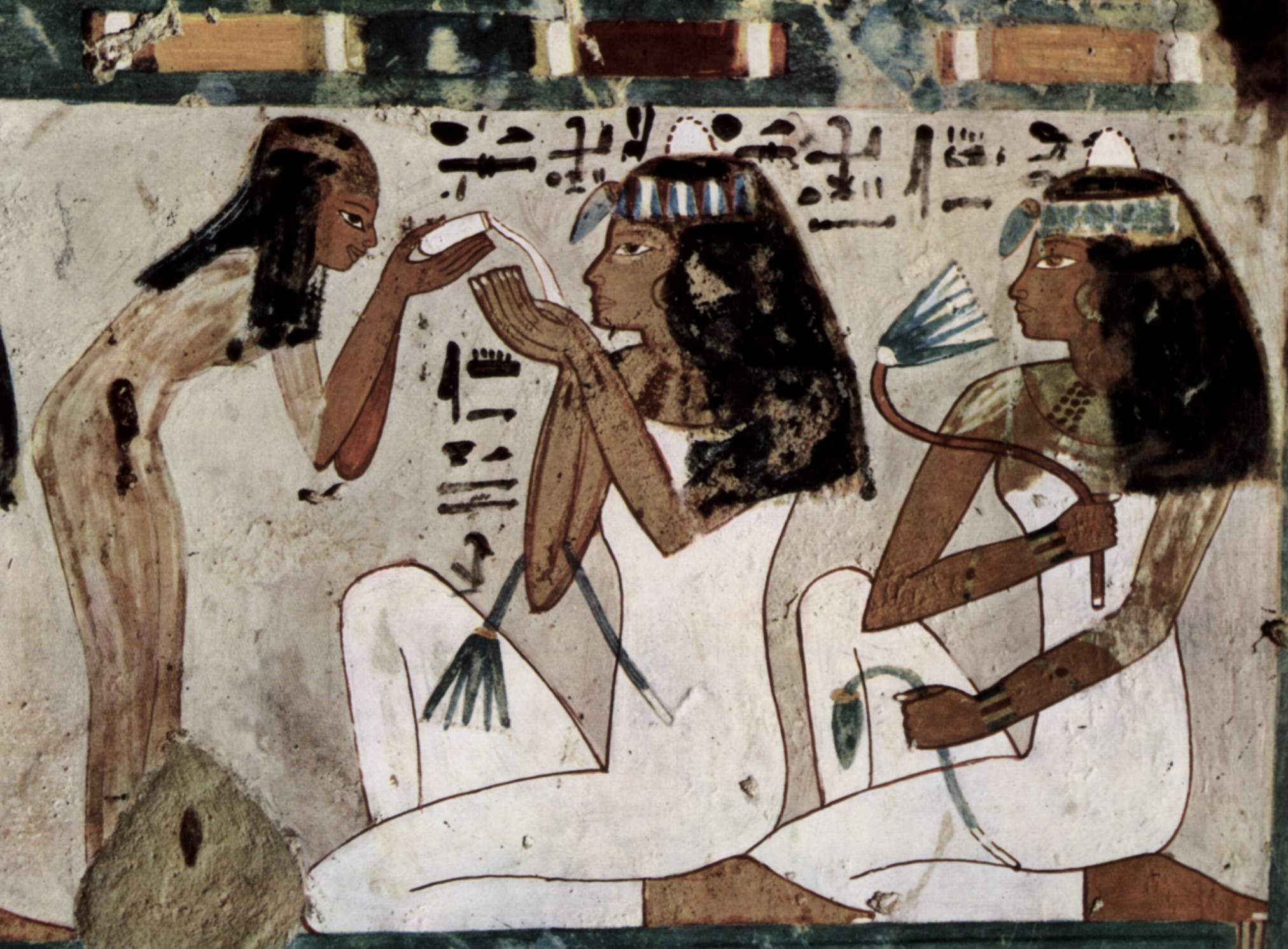
Dames egípcies

La Casa Jeneret  era la institució encarregada de l'educació dels prínceps i princeses de l'antic Egipte. Allà habitaven la mare del faraó, la Gran Esposa Reial, les esposes secundàries i els fills i filles de totes les reines i concubines; es trobava al costat del palau, independent de l'edifici real, i posseïa una gran importància.
La paraula Jeneret significa "casa de les belleses", "casa tancada" o "lloc tancat", tot i que jener significa també "tocar música" o "portar el ritme".

## Educació
Les dames de la Casa Jeneret s'educaven en molts aspectes, però sobretot es instruïen en música i dansa, aprenent a tocar l'arpa, el llaüt o la flauta. Les seves danses rituals i melodies apaivagaven a les divinitats i l'ambient d'harmonia s'alegrava a tot el món.
Una important activitat que es realitzava en les escoles de la  Casa Jeneret  era la confecció de vestits i l'elaboració de bells útils de bellesa i neteja, ja que disposaven de tallers de terrisseria, fusteria i teixit, així com de graners, a més arrendaven les seves propis terrenys per obtenir beneficis. Així, en El Fayum, tenien les seves reserves de caça i pesca.
La jerarquia en la Casa Jeneret depenia de la Gran Esposa Reial, els funcionaris que treballaven per als tallers, els administradors i els servents. La directora exercia el títol de "sehpset", 'la venerable', les altres dones, pertanyents a la noblesa, tenien el títol d'"ornament Reial".

## Influència
A l'Imperi Antic els alts dignataris del faraó es casaven amb les dones que ocupaven alts càrrecs a la  Casa Jeneret . Així aquests podrien ascendir més fàcilment i el monarca s'assegurava una major fidelitat.
Aquesta institució va arribar a tenir suma influència i, durant l'Imperi Nou, se li va concedir la potestat de participar en les decisions de política exterior. El djati recollia les ordres a la Casa Jeneret quan el faraó es trobava en campanya militar o missió diplomàtica. Les reines s'ocupaven de mantenir correspondència amb les sobiranes de països aliats o enemics, també s'arribava a tractar assumptes de successió, algunes vegades sense el coneixement del monarca. Diversos faraons van ser fills d'esposes secundàries, com Tiaa, Mutemuia, Tiy i Teva.
La Casa Jeneret constitueix el model de funcionament del "harem" oriental, i el terme s'usa per referir-se a aquesta institució. La visió contemporània, derivada de l'harem otomà, està fortament influïda per l'animadversió que una institució de naturalesa polígama generava en la societat victoriana.

## Igualtat de gènere
Segons alguns autors, a l'antic Egipte la relació de gènere era de gran igualtat i equitat. Aquest fet s'evidencia en la mitologia i en l'organització del Estat1. La Casa Jeneret seria, llavors, un exemple d'aquesta igualtat. Altres autors, però, matisen aquestes afirmacions assenyalant que, malgrat una major presència femenina en la vida comunitària, "... la visió de les dones egípcies com a éssers altament considerats i valorats […] és una idealització que no correspon totalment amb la realitat del mónd egipci antic".